# PowerBook 170
Le PowerBook 170 fait partie, avec les PowerBook 100 et 140, de la première génération de PowerBook, la gamme d'ordinateur portable d'Apple, lancée en octobre 1991.
Vendu 4 600 $ à sa sortie, il constituait le haut de la gamme portable d'Apple. Il était en effet doté d'un processeur Motorola 68030 à 25 MHz (contre 16 MHz pour le PowerBook 140. Il était aussi le seul à intégrer une unité de calcul en virgule flottante et un écran à matrice active, bien plus confortable que les écrans à matrice passive. Il était globalement deux fois plus rapide que le PowerBook 140. Il sera remplacé dans la gamme en octobre 1992 par le très populaire PowerBook 180.
À noter qu'Apple a sorti une édition spéciale du PowerBook 170 : une version multicolore pour le Japon, à l'occasion d'un tournoi de golf. 

## Caractéristiques
| Fréquence du processeur           | 25 MHz        |
| Vitesse du bus                    | 25 MHz        |
| Taille du cache de premier niveau | 0.5k          |
| Mémoire vive                      | 4 Mo          |
| Mémoire vive maximum              | 8 Mo          |
| Disque dur                        | 40 Mo en SCSI |